# Rhacophorus leucofasciatus
Rhacophorus leucofasciatus es una especie de anfibio anuro de la familia Rhacophoridae.

## Distribución geográfica
Esta especie es endémica de la República Popular de China. Se encuentra en varias localidades remotas en el sur y noreste de Guangxi y el este de Guizhou. Habita a 800 m sobre el nivel del mar.

## Publicación original
- (en) Liu & Hu, 1962: A herpetological report of Kwangsi. Acta Zoologica Sinica, vol. 14 (supplément), p. 73-104.[2]